# معسكر هليودروم

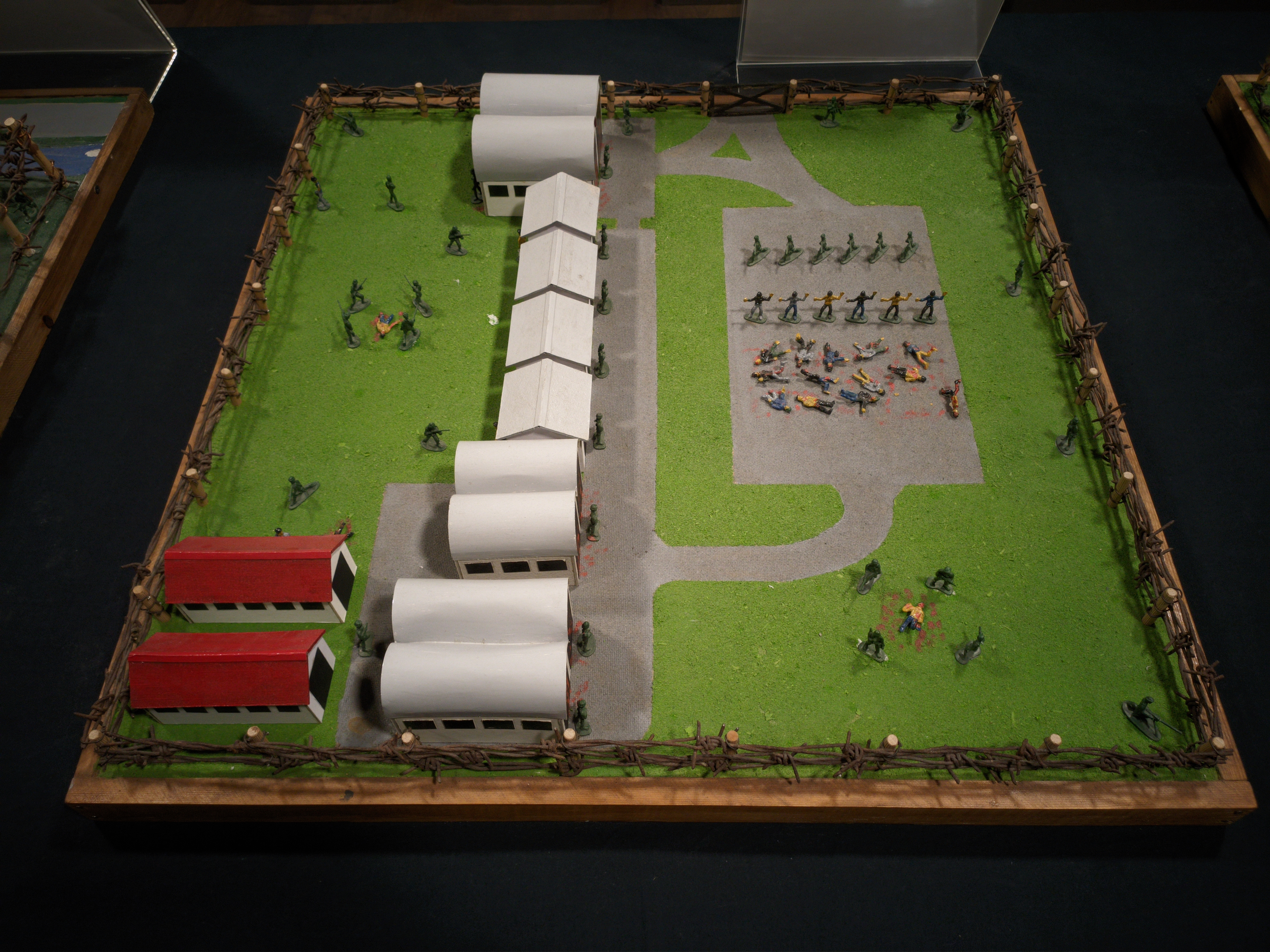
متحف الجرائم ضد الإنسانية والإبادة الجماعية، معسكر هليودروم

معسكر هليودروم أو سجن هيليودروم كان معسكر اعتقال تم تشغيله بين سبتمبر 1992 وأبريل 1994. وكانت تديره الشرطة العسكرية للجمهورية الكرواتية في البوسنة والهرسك احتجزوا البوسنيين والصرب وغيرهم من غير الكروات وكانت موجودة في منشأة عسكرية سابقة لجيش يوغوسلافيا الشعبي في رودوتش جنوب مدينة موستار.

## المعسكر
يتكون المعسكر من صالة رياضية ومبنى سجن مركزي من ثلاثة طوابق. كانت الظروف في معسكر هليودروم غير إنسانية مع اكتظاظ شديد ومرافق طبية وصحية غير كافية وغذاء ومياه غير كافيين وتهوية غير كافية وفي الصيف حرارة خانقة. غالبا ما ينام المعتقلون على أرضيات خرسانية بدون فراش أو بطانيات. في بعض المناسبات منع حراس مجلس الدفاع الكرواتي جميع الطعام والماء عن المحتجزين انتقاما من النكسات العسكرية لمجلس الدفاع الكرواتي.
قامت قوات الجمهورية الكرواتية في البوسنة والهرسك / مجلس الدفاع الكرواتي بانتظام بإساءة المعاملة والإساءة وسمحت بإساءة معاملة المحتجزين البوسنيين سواء في هليودروم نفسها أو في مواقع مختلفة حيث تم نقل المعتقلين للعمل القسري أو لأغراض أخرى. كانت هناك معاملة قاسية بشكل منتظم وتسبب في معاناة شديدة حيث قام جنود مجلس الدفاع الكرواتي والحراس بضرب المعتقلين بشكل روتيني وغالبا ما أدى ذلك إلى فقدان الوعي وإصابات خطيرة. عاش المعتقلون البوسنيون في خوف دائم من الإيذاء الجسدي والنفسي. غالبا ما تعرض المعتقلون البوسنيون للإذلال بطرق مختلفة بما في ذلك إجبارهم على غناء الأغاني الكرواتية القومية. في 5 يوليو 1993 أطلق أعضاء مجلس الدفاع الكرواتي النار بشكل عشوائي على المبنى الذي كان يحتجز فيه المعتقلون. من غير المعروف ما إذا كانت هناك إصابات.
احتُجز الرجال البوسنيون واستمروا في الاعتقال في معسكر هيليودروم دون أي حسن نية أو بذل جهد كاف من قبل سلطات أو قوات الجمهورية الكرواتية في البوسنة والهرسك / مجلس الدفاع الكرواتي لتمييز أو تصنيف أو فصل السجناء العسكريين عن المحتجزين المدنيين أو لتوفير الإفراج عن المدنيين محتجزون.
في قضية برليتش وآخرون وجدت المحكمة أن العشرات من المحتجزين في الأشغال الشاقة قتلوا أو أصيبوا بسبب المواجهة العسكرية أثناء العمل في الخطوط الأمامية. ووجدت أيضا أن ثلاثة معتقلين بوسنيين على الأقل أصيبوا بجروح وقتل أربعة أثناء استخدامهم كدروع بشرية في القتال. وزعم الادعاء في لائحة الاتهام أن ما لا يقل عن 54 من المعتقلين البوسنيين ماتوا نتيجة احتجازهم في هذه المنشأة وجرح ما لا يقل عن 178 شخص في أعمال السخرة أو كدروع بشرية.

## التطورات الأخيرة
تم اتهام كل من يادرانكو برليتش وبرونو ستوييتش وسلوبودان برالياك وميليفوي بيتكوفيتش وفالنتين كوريتش وبيريسلاف بوشيتش بكونهم جزء من مشروع إجرامي مشترك من نوفمبر 1991 إلى أبريل 1994 للتطهير العرقي لغير الكروات من مناطق معينة من البوسنة والهرسك. ورد في لائحة الاتهام أن أعضاء المؤسسة (إلى جانب مجلس الدفاع الكرواتي) أقاموا وأداروا شبكة من معسكرات الاعتقال بما في ذلك معسكر هيليودروم ومخيم دريتيلي لاعتقال واحتجاز وسجن الآلاف من البوشناق. وزُعم أن البوسنيين في المعسكرات جوعوا وتعرضوا «للإساءات الجسدية والنفسية بما في ذلك الضرب والاعتداءات الجنسية».
تم اتهام المتهمين الستة على أساس المسؤولية الجنائية الفردية ومسؤولية الرؤساء بموجب المادتين 7 (1) و 7 (3) من النظام الأساسي على التوالي عن:
- تسع تهم للانتهاكات الجسيمة لاتفاقيات جنيف (القتل العمد والمعاملة اللاإنسانية (الاعتداء الجنسي) والترحيل غير القانوني لمدني والنقل غير القانوني لمدني والحبس غير القانوني لمدني والمعاملة اللاإنسانية (ظروف الحبس) والمعاملة اللاإنسانية وواسعة النطاق تدمير الممتلكات دون أن تكون هناك ضرورة عسكرية تبرر ذلك وبطريقة غير مشروعة وتعسفية والاستيلاء على الممتلكات دون أن تكون هناك ضرورة عسكرية تبرر ذلك وبطريقة غير مشروعة وتعسفية).
- تسع تهم بانتهاك قوانين أو أعراف الحرب (المعاملة القاسية (ظروف الحبس) والمعاملة القاسية والعمل غير القانوني والتدمير العشوائي للمدن أو البلدات أو القرى أو التدمير الذي لا تبرره ضرورة عسكرية والتدمير أو الإضرار المتعمد بالمؤسسات مخصص للدين أو التعليم ونهب الممتلكات العامة أو الخاصة وهجوم غير قانوني على المدنيين وإرهاب المدنيين بشكل غير قانوني ومعاملة قاسية).
- ثماني تهم بارتكاب جرائم ضد الإنسانية (اضطهاد لأسباب سياسية وعرقية ودينية وقتل واغتصاب وترحيل وأعمال غير إنسانية (نقل قسري) وسجن وأعمال غير إنسانية (ظروف الحبس) وأفعال غير إنسانية).